# Vanda tricolor
Vanda tricolor Lindl., 1847 è una pianta della famiglia delle Orchidacee diffusa in Indonesia.
È stata importata in Europa (Inghilterra) da Thomas Lobb, per conto di Veitch Vivai, dalla parte occidentale di Giava nel 1846.

## Descrizione
È una orchidea di media taglia, con foglie ricurve lunghe 35–45 cm. L'infiorescenza è composta da 6-10 fiori con petali e sepali di colore variabile dal bianco crema al malva, con numerose macchie bruno-purpuree, a margine lievemente ondulato e un labello trilobato, dotato di un corto sperone..

## Distribuzione e habitat
L'areale della specie è ristretto all'isola di Giava e alle Piccole Isole della Sonda.

## Coltivazione
Le piante sono meglio coltivate in vaso e richiedono una posizione luminosa, in piena luce del sole e temperature calde. Nel periodo vegetativo devono essere annaffiate frequentemente. Queste piante andrebbero coltivate in terreno di media consistenza e ben drenato, come le fibre di felce.